# Mitridate
Mitridate, Rè di Ponto (KV. 87/K74a) is een dramma per musica in drie actes van Wolfgang Amadeus Mozart, op een libretto van Vittorio Amedeo Cigna-Santi, gebaseerd op de vertaling in het Italiaans van Mithridate, een tragedie van Jean Racine, en gecomponeerd tussen september en december 1770 in Bologna en Milaan.
Tijdens de eerste reis naar Italië (1770-1771) van Mozart, samen met zijn vader, componeerde hij de opera – hij was toen 14 jaar – in opdracht van graaf Carlo di Firmian, de gouverneur-generaal van de Oostenrijkse provincie Lombardije en neef van de vroegere aartsbisschop van Salzburg Firmian.
Mitridate was Mozarts eerste gelegenheid om als volwaardig componist een opera te schrijven met professionele zangers in een belangrijk theater in Italië, dat toen het onbetwiste centrum van de opera was, en om de opvattingen en trends te ervaren van zangers en een veeleisend publiek. Het verblijf in Italië leverde naast Mitridate ook twee andere opdrachten op: die voor Ascanio in Alba en Lucio Silla. De eerste uitvoering, Mozarts eerste grote operasucces – zowel bij publiek als bij critici -, vond plaats in Milaan op 26 december 1770.

## Opdracht en eerste uitvoering
In de 18e eeuw schreven componisten niet zonder meer een opera: een opdracht was noodzakelijk en de concurrentie was zeer hoog. In de pas blijven met de laatste operamodes was noodzakelijk. De zangers waren oppermachtig en het publiek kwam in de eerste plaats om vocale acrobatuur te horen van zangers die fabelachtig hoge gages werden betaald. De zangers aarzelden niet om hun favoriete aria's, de arie di baule (kofferaria's, aria's die ze in hun koffer meenamen), te gebruiken als vervanging van de nieuw gecomponeerde. Vocale en instrumentale muziek ontwikkelden zich in de 18e eeuw voortdurend en het moet voor Mozart toen praktisch onmogelijk zijn geweest om de laatste trends te volgen vanuit Salzburg. Het was de reden dat Leopold Mozart zijn zoon op reis nam naar Italië: hem vertrouwd maken met de laatste ontwikkelingen op vocaal gebied, en met name de opera.

### Opdracht van Graaf Firmian

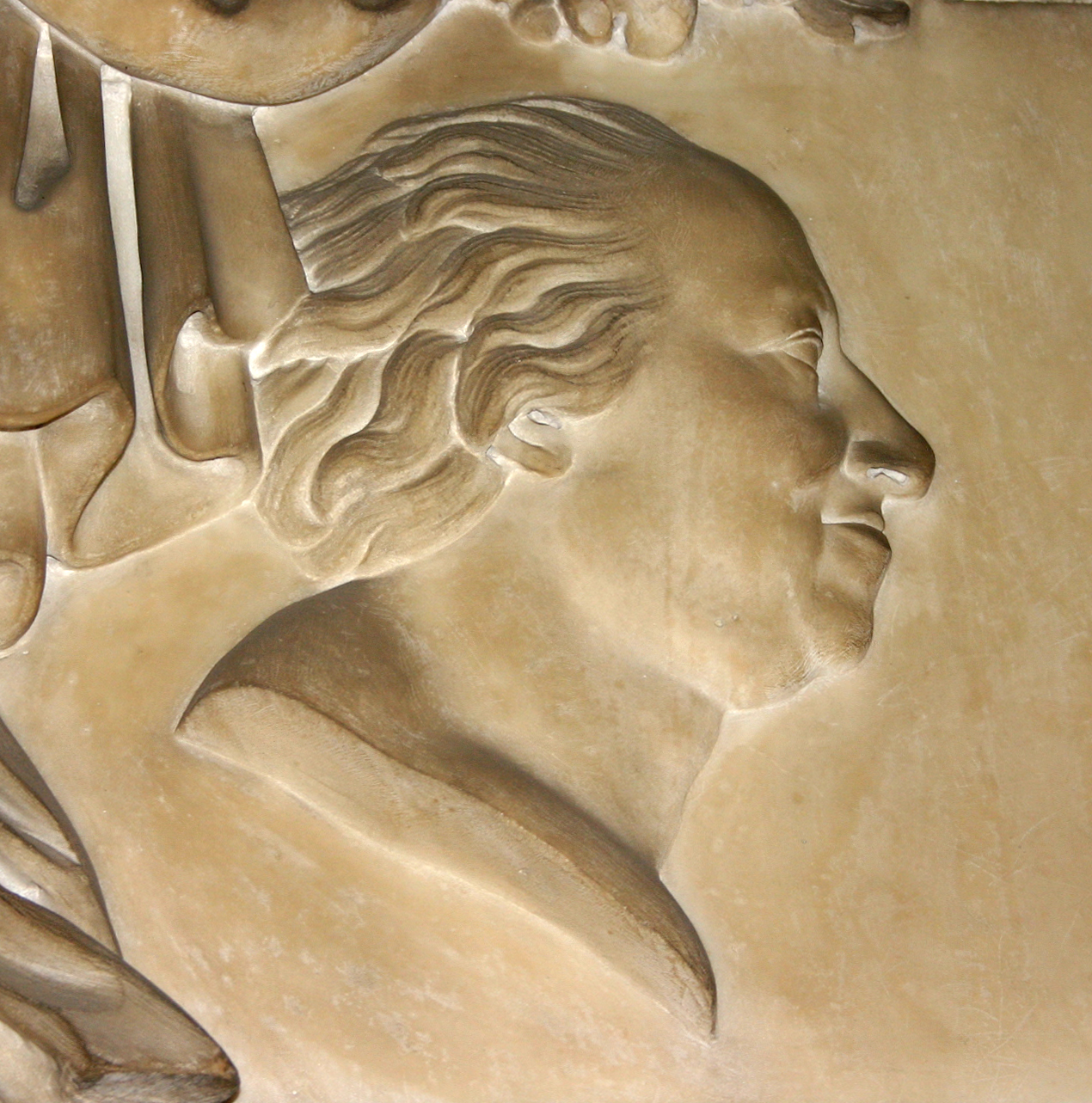
Graaf Carl Joseph Firmian

In Milaan gaf Mozart op 12 maart 1770 een concert bij Graaf Carl Joseph Firmian (of: Carlo di Firmian) thuis, voor een gezelschap van 150 leden van de Milanese adel, waarbij drie nieuwe aria's en een recitatief van Mozart werden uitgevoerd. De compositie en uitvoering van deze werken was waarschijnlijk een test en een demonstratie van zijn talenten om een Italiaanse opera seria te componeren. Mozart ontving vervolgens de opdracht om een opera te schrijven voor het volgende seizoen, voor een honorarium van 100 Goldgulden met een vrije woning gedurende het verblijf in Milaan.
Mozart moest in oktober de recitatieven naar Milaan sturen en daar uiterlijk zelf op 1 november heen gaan om in aanwezigheid van de zangers de aria's te componeren.
Na de rondreis van de Mozarts langs Parma, Bologna, Florence, Rome en Napels arriveerden zij in juli 1770 in Bologna. De Mozarts verbleven bij Bologna in het landhuis van Graaf Pallavicini. In Bologna ontving Mozart op 27 juli 1770 het libretto van Mitridate. Het werk begon met de recitatieven, omdat de aria's pas geschreven konden worden als definitief bekend was wie de diverse rollen zouden vertolken: componisten pasten hun muziek aan bij de capaciteiten van de uitvoerders.
Midden oktober kwamen vader en zoon Mozart in Milaan aan, waar zij een appartement betrokken bij het operatheater. Mozart kon hier beginnen met de compositie van de 22 aria's.

### Voltooiing
Na voltooiing van de opera werden pogingen in het werk gesteld om de uitvoering van de opera te verijdelen. Zo werd de prima donna een set aria's aangeboden die zij als vervanging van Mozarts aria's zou kunnen zingen. De cavata van Mitridate (Se di lauri il crine adorno), voor de tenor D'Ettore, moest 5 maal worden herschreven. Mozart was een beroemdheid die voor de grootste vorsten in Europa had gespeeld; D'Ettore was niet minder zelfbewust en een rijzende ster in de operawereld. Na vier onsuccesvolle pogingen om het D'Ettore naar de zin te maken schreef Mozart een vijfde versie waarin hij de baslijn en de melodische vorm van het begin van Gasparini's aria overnam, waarmee D'Ettore tevreden was gesteld. Toch klinkt de aria anders dan die van Gasparini en bovendien zorgen de veranderingen die D'Ettore wilde voor meer muzikale duidelijkheid en dramatisch effect.
De samenwerking met de overige solisten verliep soepeler. Het duet werd door de castraat Benedetti, bijgenaamd Sartorino, zo gewaardeerd dat hij Leopold Mozart verzekerde dat het groot succes zou hebben; zo niet, "dan zou hij zich voor een tweede keer laten castreren", aldus Leopold Mozart. Ook de aria Lunga da te voor Sartorino werd herschreven en bij de herorkestratie werd de grote hoornsolo toegevoegd.

### Repetities en première
Uiteindelijk vonden in de eerste week van december 1770 de eerste recitatiefrepetities plaats. Op 17 december volgde de repetitie met volledig orkest en tussen 19 en 24 december de repetities in het theater. De première volgde op 26 december 1770, met Mozart dirigerend vanaf het klavecimbel. De opera was een groot succes, en de componist werd beloond met uitroepen van het publiek: "Viva il Maestro, viva il Maestrino". Men liet een aria van Bernasconi herhalen, wat zeer ongebruikelijk was bij een première. Mitridate werd gedurende het seizoen 20 maal uitgevoerd. Het schijnt hierna tot de heruitvoering in 1971 in Salzburg niet meer te zijn opgevoerd.

### Onvolledig succes
Na de première keerden de Mozarts naar Salzburg terug. Ondanks het succes van Mitridate had de reis niet gebracht waar Leopold op had gehoopt: een aanstelling in Italië voor Mozart. Op 12 december 1771 adviseerde keizerin Maria Theresia van Oostenrijk in een brief aan haar zoon, aartshertog Ferdinand, Mozart niet in dienst te nemen. Ze was Leopolds gedram rond La finta semplice in 1768 in Wenen blijkbaar niet vergeten. Mozarts hoop op een carrière in Italië was definitief voorbij.

## Libretto

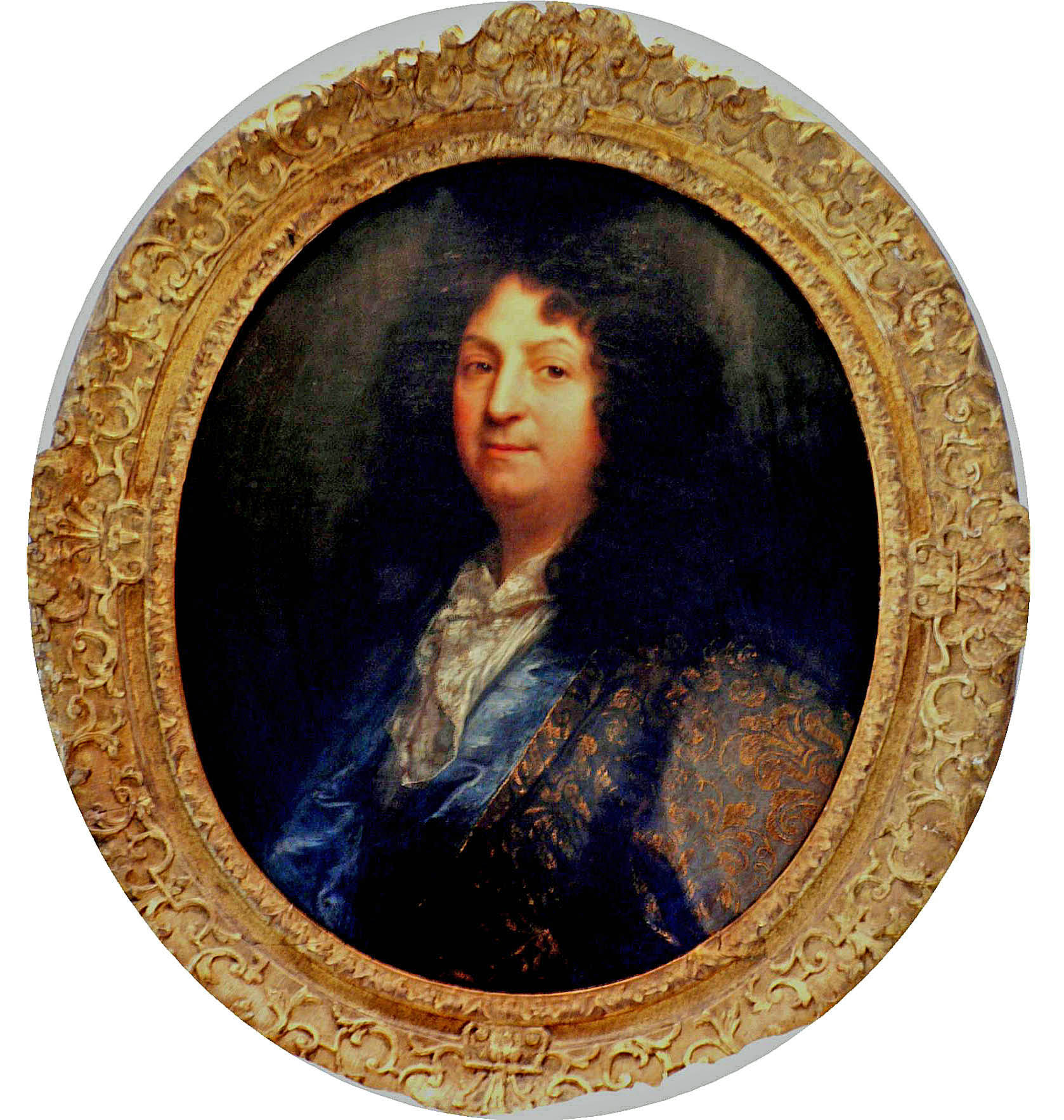
Jean Racine

Het libretto van Mitridate werd geschreven door de Turijnse dichter Vittorio Amedeo Cigna-Santi (Turijn, 1725-1785) voor de componist Quirino Gasparini, wiens Mitridate in 1767 in Turijn werd opgevoerd. Voor Mozart werd het libretto enigszins ingekort en op een aantal plaatsen gewijzigd, maar het blijft dicht bij het drama waarop het is gebaseerd, Racines tragedie Mitridate uit 1673.
Cigna-Santi maakte gebruik van een vertaling in het Italiaans van Racine. De oorspronkelijke vijf actes werden tot drie teruggebracht en er werden twee nieuwe karakters ingevoegd: Ismene en Marzio.
Het meest kenmerkende en belangrijkste element in het werk van Racine is de plaats van de poëzie; het verhaal is van minder belang. De personages in het werk van Racine zijn onlosmakelijk verbonden met die poëzie. Zij staan stuk voor stuk symbool voor een aspect van de passie die door Racines expressieve dramatische verzen worden uitgedrukt. Vertaling is erg moeilijk, zo niet onmogelijk, maar de kracht gaat ook verloren wanneer het uit de dramatisch context wordt gehaald. Het is daarom niet alleen door Mozarts jonge leeftijd (hij was pas 14 jaar), dat er in Mozarts Mitridate niets van Racines poëzie en drama terug te vinden is.

### Rolverdeling
- Mitridate, koning van Pontus en andere koninkrijken (tenor)
- Aspasia, verloofd met Mitridate en al tot koningin uitgeroepen (sopraan)
- Sifare, zoon van Mitridate en Stratonice, en verliefd op Aspasia (sopraan)
- Farnace, oudere zoon van Mitridate, ook verliefd op Aspasia (alt)
- Ismene, dochter van de koning van de Parthen, verliefd op Farnace (sopraan)
- Marzio, Romeinse tribuun, vriend van Farnace (tenor)
- Arbate, gouverneur van Nymphaea (sopraan)

### Verhaal

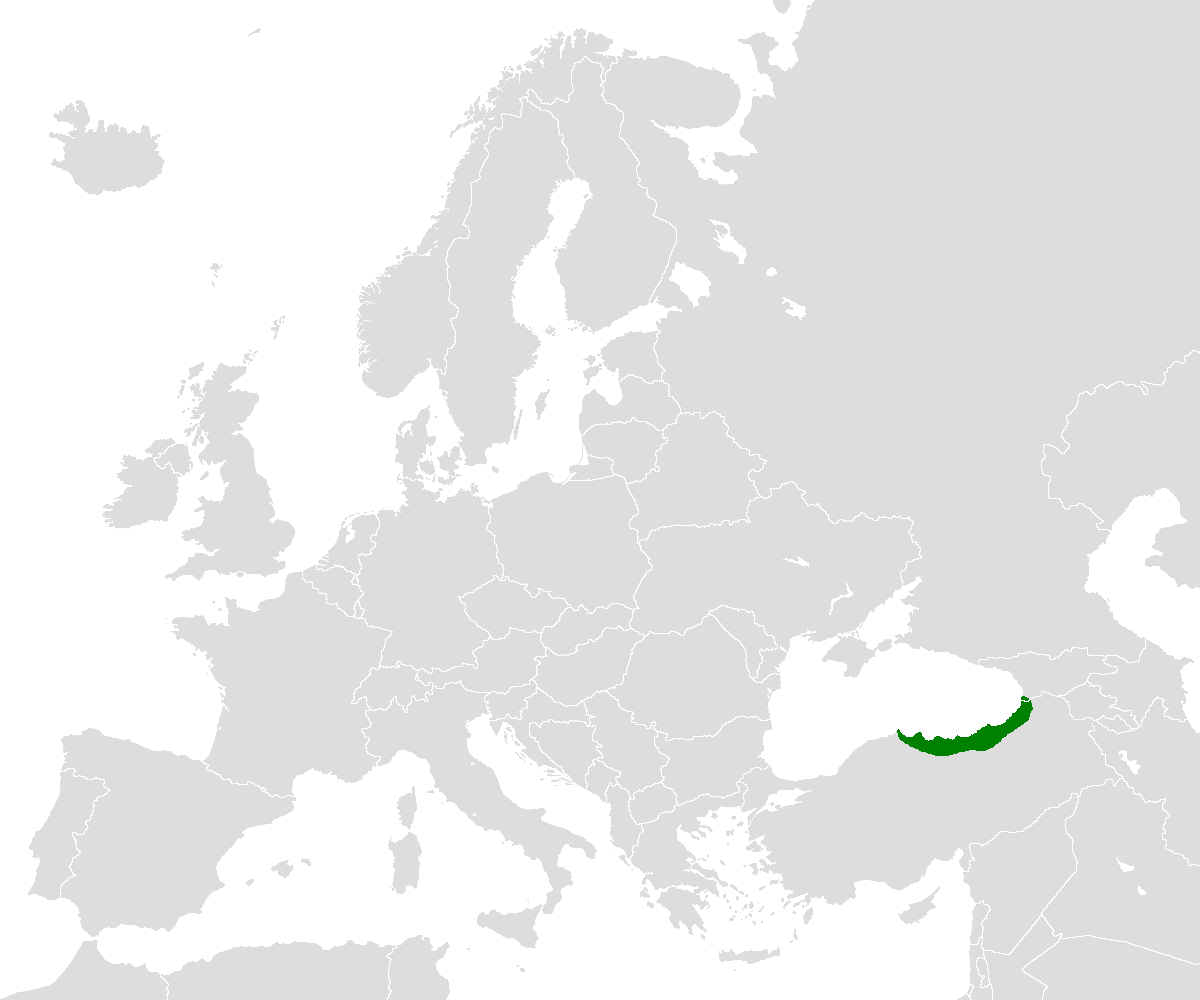
locatie Pontus

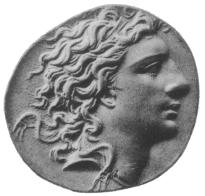
Mithridate

Het handeling van de opera is geplaatst in Pontus in Klein-Azië, waar de historische Mithridates VI Eupator zich lang had verzet tegen de Romeinen tijdens zijn regering die eindigde in 65 v.Chr. Racines stuk en de opera volgden dit gegeven grofweg maar maken weinig gebruik van historische feiten.
Mitridate heeft twee zoons, de trouwe Sifare en de verraderlijke Farnace, die samenspant met de Romeinen. Beide zoons houden van hun vaders verloofde, Aspasia, die de liefde van Sifare beantwoordt.
Mitridate zet een val voor zijn zoons om hun trouw te testen door het bericht van zijn dood in de strijd naar huis te sturen en vervolgens terug te keren. Hij heeft de Parthische prinses Ismene bij zich, Farnaces beloofde bruid.
Farnace vertelt Ismene dat hij niet van haar houdt en zij brengt Mitridate, tegen de waarschuwingen van Farnace in, hiervan op de hoogte. Mitridate belooft dat Farnace zal boeten voor deze belediging.
Mitridate wil onmiddellijk met Aspasia trouwen, maar zij weifelt en Mitridate vermoedt dat zij ontrouw is geweest met Farnace. Mitridate gelooft nog in de trouw van Sifare, die hij hier voor looft. In het geheim verklaren Sifare en Aspasia elkaar echter hun liefde, maar besluiten het te onderdrukken ter wille van de eer.
In het kamp van Mitridate blijkt dat Farnace inderdaad samenspant met de Romeinen. Als hij ontwapend gevangen wordt afgevoerd in opdracht van Mitridate, bekent Farnace zijn schuld, maar onthult ook de geheime liefde tussen Sifare en Aspasia.
Mitridate ontfutselt slinks de gevoelens van Aspasia voor Sifare door te doen alsof hij geen goede echtgenoot zal zijn en dat zij beter een van zijn zoons kan kiezen. Aspasia laat haar liefde voor Sifare blijken en Mitridate laat in woede over dit verraad Aspasia, Sifare en Farnace ter dood veroordelen. Aspasia kan Sifares leven alleen redden door Mitridate te huwen. Woedend wijst zij dit af.
Het bericht dat een Romeins leger is geland noodzaakt Mitridate ten strijde te trekken. Aan Aspasia wordt de gifbeker gebracht; als zij dit wil drinken komt de door Ismene bevrijde Sifare binnen die dit verhindert. Als hij van de strijd hoort besluit hij zijn plicht te doen en zijn vader te hulp te komen.
Farnace wordt bevrijd door Romeinse soldaten; Farnace komt echter tot inkeer en kiest ervoor om de weg van plicht, glorie en eer te volgen en zijn vader te helpen.
In de strijd is Mitridate echter dodelijk verwond doordat hij zich in zijn eigen zwaard heeft laten vallen, omdat hij liever sterft dan zich aan de Romeinen over te geven. De weg naar de in de opera seria verplichte gelukkige afloop ligt nu open. Mitridate prijst Sifares trouw, vergeeft Aspasia en geeft het paar zijn zegen en vraagt vergeving voor zijn eigen hardheid. Ismene maakt bekend dat het Farnace was die de Romeinen tot aftocht heeft gedwongen door hun schepen te laten verbranden. Ook Farnace wordt vergeven. Terwijl de stervende Mitridate wordt weggedragen zingen Aspasia, Sifare, Ismene en Farnace eensgezind over hun verzet tegen de Romeinse tirannie.

## Compositie
Van geen andere opera van Mozart bestaan zoveel versies voor de individuele delen. Aria's werden soms meerdere malen herschreven, van de opera bestaan diverse versies. Een zeer gedetailleerde beschrijving van de diverse bronnen is opgenomen in de Kritische Berichte in de Neue Mozart Ausgabe:
- van de schetsen en van de eerste versies van een aantal zijn autograafversies bewaard gebleven (Bibilothèque nationale te Parijs)
- de volledige autograaf van Mitridate is verdwenen (al in 1881, toen de eerste uitgave in de oude Mozart-Ausgabe verscheen was de autograaf al onbekend)
- er zijn drie kopieversies die de basis zijn van de tegenwoordig gebruikte (uitvoerings)versie:
  - een versie in drie banden in de Bibliothèque nationale te Parijs
  - een versie in drie banden in de Biblioteca de Ajuda te Lissabon
  - een eenbandige partituurkopie in The British Library te Londen
- kopieën van de ouverture in Zürich, Milaan, Krumau (CZ) en Wenen
- losse aria's in Berlijn en Praag
- latere partituurkopieën in Wenen, Berlijn, Donaueschingen en Graz
- tekstboek in Milaan

Mitridate is een zogenaamde nummeropera. In een nummeropera zijn de aria's genummerd, en soms een instrumentaal intermezzo (zoals in Mitridate de Marcia, nr. 7). Mitridate heeft vijfentwintig nummers. De gehele opera heeft één duet en een slotkoor, dat eigenlijk een kwintet van de solisten is.
De vorm van een dramma per musica of opera seria sloot experimenten uit. Muziek, woorden, kostuums, decors, gebaren en regie zijn onderworpen aan de stilistische principes van de barokopera.
Mozart begon met het schrijven van de recitatieven op 29 september 1770. Na de aankomst van vader en zoon Mozart in Milaan op 18 oktober ging de tijd dringen. Mozart schreef zijn moeder op 20 oktober dat hij haar niet meer kon schrijven "dann die finger thuen sehr weh von so viel Recitativ schreiben".
De samenwerking met de zangers was niet meer de samenwerking met een wonderkind en Mozart zou al snel geconfronteerd worden met de hierboven (zie onder Opdracht en eerste uitvoering) geschetste kritische benadering.
De invloed van Gasparini, de componist voor wie het libretto was geschreven, is merkbaar in de Recitativo accompagnato e Cavatina(nr. 21) en de eerste versie van het duet. De tweede versie, na de afwijzing van de solist, levert echter een versie op die afwijkt van Gasparini. Maar er zijn ook andere aanknopingspunten met Gasparini. Het is niet met zekerheid bekend dat Mozart Gasparini's partituur heeft gekend, maar dat moet met een zekere waarschijnlijkheid worden aangenomen.
Desalniettemin valt een vergelijking tussen Gasparini en Mozart volgens de bezorger van Mitridate voor de Neue Mozart Ausgabe, Luigi Ferdinando Tagliavini, in het voordeel uit van Mozart. De levendige uitbeelding van de gevoelens van de personages zoekt men tevergeefs bij Gasparini. In de declamatie van de recitatieven toont Mozart daarentegen een niet volledige beheersing van de Italiaanse taal.
Over de omvang van het orkest waar Mozart over beschikte heeft Leopold Mozart bericht in een brief van 15 december 1770: 28 violen, 6 altviolen, 2 klavieren (=klavecimbels), 6 contrabassen, 2 cello's, 2 fagotten, 2 hobo's (die verdubbeld worden als de fluitisten niet spelen en zij ook hobo spelen), 2 fluiten, 4 Corni di Caccia en 2 clarintrompetten.

## Geselecteerde discografie
- Mitridate, solisten (Bartoli, Dessay, Sabbatini, Asawa), Les Talens Lyriques o.l.v. Christophe Rousset (Decca, 3CDs, 460 772-2)
- Mitridate, solisten (Ford, Sieden, Oelze, Kasarova), Camerata Salzburg o.l.v. Roger Norrington (Orfeo, 2CDs, C 703 062 I)

dvds:
- Mitridate, solisten (Winbergh, Kenny, Murray, Rodgers), Concentus musicus Wien o.l.v. Nikolaus Harnoncourt (DGG, DVD-VIDEO NTSC 073 4127)
- Mitridate, solisten (Croft, Or, Persson, Lee), Les Musiciens du Louvre o.l.v. Mark Minkowski (Decca, 074 3168 9)